# Craig Foster
Craig Andrew Foster (ur. 15 kwietnia 1969 w Lismore) – australijski piłkarz występujący na pozycji pomocnika.

## Kariera klubowa
Foster seniorską karierę rozpoczynał w 1988 roku w klubie Sydney Croatia. W 1990 roku odszedł do Sunshine George Cross. W 1991 roku przeszedł do singapurskiego Singapore FA. W 1992 roku przeniósł się zaś do hongkońskiego klubu Ernest Borel. W 1993 roku dotarł z nim do finału Pucharu Hongkongu, jednak Ernest Borel uległ tam 0:1 ekipie Eastern AA.
W 1994 roku Foster wrócił do Australii, gdzie został graczem klubu Adelaide City. Po dwóch latach spędzonych w tym zespole, odszedł do Marconi Stallions. Tam z kolei spędził rok. W 1997 roku podpisał kontrakt z angielskim Portsmouth z Division One. Zadebiutował tam 20 września 1997 roku w przegranym 0:1 pojedynku z Nottingham Forest. W Portsmouth występował przez rok.
W 1998 roku odszedł do Crystal Palace, także grającego w Division One. Pierwszy ligowy mecz zaliczył tam 3 października 1998 roku przeciwko Ipswich Town (0:3). W Crystal Palace Foster spędził 2 lata. W 2000 roku wrócił do Australii, gdzie został graczem klubu Northern Spirit. W 2003 roku zakończył tam karierę.

## Kariera reprezentacyjna
W reprezentacji Australii Foster zadebiutował 14 września 1996 roku w wygranym 2:0 towarzyskim pojedynku z Ghaną. W tym samym roku znalazł się w drużynie na Puchar Narodów Oceanii, którego triumfatorem została właśnie Australia.
11 czerwca 1997 roku w wygranym 13:0 spotkaniu eliminacji Mistrzostw Świata 1998 z Wyspami Salomona strzelił pierwszego gola w kadrze narodowej.
W 1997 roku został Foster powołany do kadry na Puchar Konfederacji. Zagrał na nim w meczach z Meksykiem (3:1), Brazylią (0:0), Arabią Saudyjską (0:0), Urugwajem (0:0, 1:0 po dogrywce) oraz w finale z Brazylią (0:6). Tamten turniej Australia zakończyła na 2. miejscu.
W latach 1996–2000 w drużynie narodowej Foster rozegrał w sumie 29 spotkań i zdobył 9 bramek.